# Ona s metloj, on v tjornoj sjljape
Ona s metloj, on v tjornoj sjljape (russisk: Она с метлой, он в чёрной шляпе) er en sovjetisk spillefilm fra 1987 af Vitalij Makarov.

## Medvirkende
- Mikhail Svetin som Afanasij Zjablik
- Nina Ruslanova som Vasilisa
- Andrej Sokolov som Aleksej Orlov
- Mikhail Kononov
- Aleksej Ostrovskij som Jura